# Bildstock (Oberthulba; Hammelburger Straße)

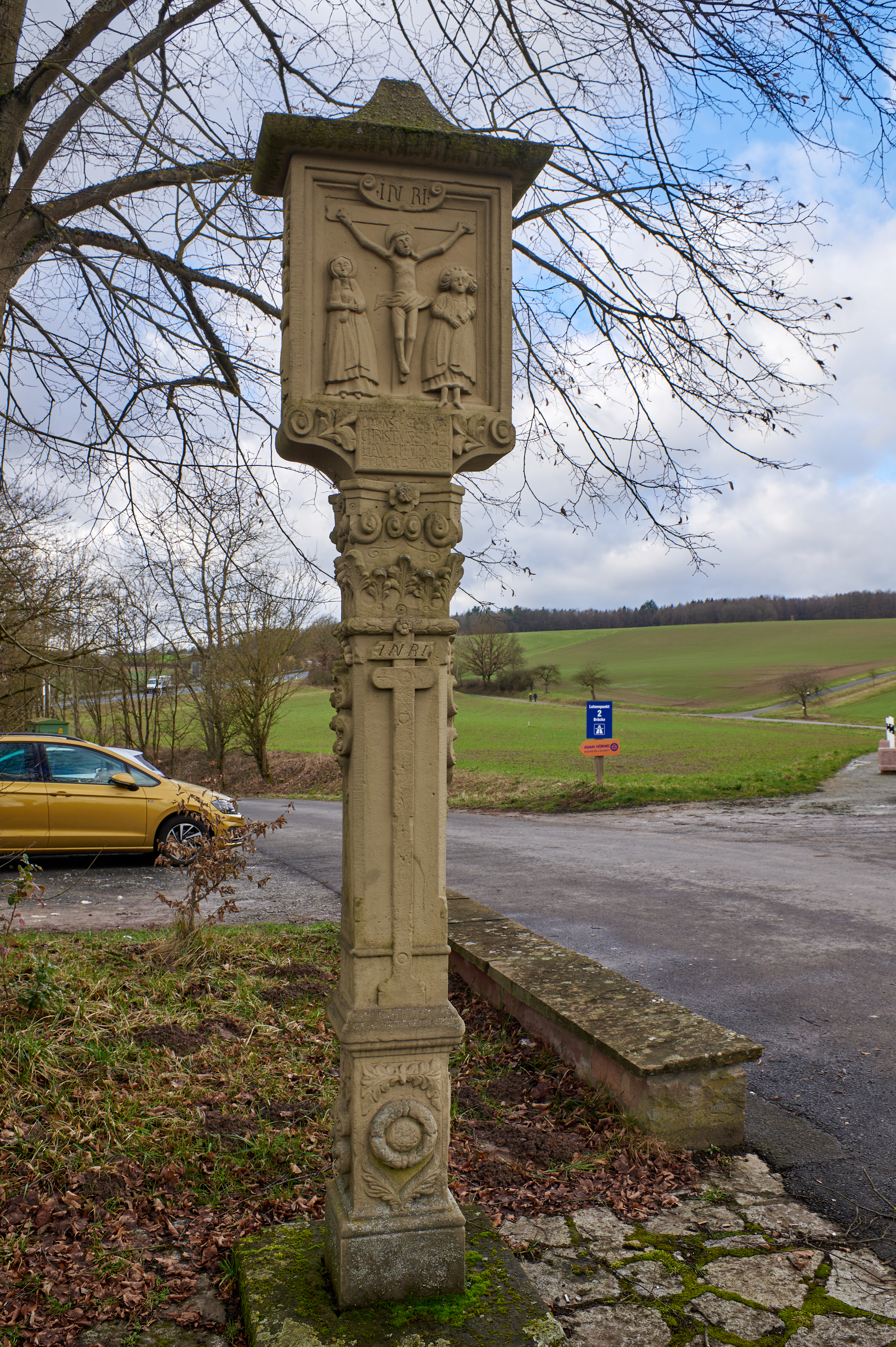
Bildstock in Oberthulba, Hammelburger Straße.

Der Bildstock Hammelburger Straße befindet sich im Markt Oberthulba im unterfränkischen Landkreis Bad Kissingen in der Hammelburger Straße.
Er gehört zu den Baudenkmälern von Oberthulba und ist unter der Nummer D-6-72-139-1 in der Bayerischen Denkmalliste registriert.

## Beschreibung
Der 340 cm hohe Bildstock besteht aus rotem Sandstein und entstand im Jahr 1657. Das Kapitell hat die Abmessungen 120 cm × 65 cm × 28 cm.
Der Bildstock wird von einem Blechkreuz auf einem Walmdach bekrönt. Das Doppelrelief am Vierkantgehäuse zeigt an der Frontseite die Kreuzigung Christi mit den Assistenzfiguren des Apostels Johannes und der Muttergottes. Darunter befindet sich im geschwungenen Basisteil eine Inschriftenblende mit der Inschrift:

„O Mensch Siehe Wie

Christus Sein

Haupt Hat Geneiget

Dich Zu Küssen.“

Auf der Rückseite befindet sich ein Relief der Gekrönten Gottesmutter mit Assistenzfiguren und darüber ein Spruchband mit der Inschrift: „Regina Pacis Sacrum“ und unterhalb des Reliefs die Inschrift:

„Valentinus Bolich

Johannes Bolich

Elisabet Bolich

Anna Bolich

Ottilia Bolich“

Zu beiden Seiten der Gottesmutter findet sich die Bezeichnung „1657“.
An der linken Seitenfläche befindet sich ein Relief der hl. Anna und rechts des hl. Simon Petrus. Der 40 cm hohe und 21,5 cm breite Tragpfeiler mit reich verziertem Fuß trägt Blattornamente und einen Blumenkranz mit Medaillon und Christusmonogramm. Der Schaft hat einen Querschnitt von 21,5 cm × 20 cm und beherbergt ein plastisches, 98 cm hohes Andreaskreuz und Blumenfestons. Der Schafthals ist nach korinthischer Art gestaltet und mit Eichenblättern, Voluten und Rosetten gestaltet.
Der Grund für die Errichtung des Bildstocks war die Dankbarkeit der in der Inschrift genannten Stifterfamilie Bolich, dass sie den Dreißigjährigen Krieg überlebt hat. Laut Chronik war die Familie Bolich seinerzeit sehr wohlhabend. Inzwischen ist der Name Bolich in Oberthulba ausgestorben. Das Haus Richtung Albertshausen hieß das „Bolichs-Haus“.
An Christi Himmelfahrt ist dieser Bildstock eine Wallfahrtsstation. Die Wallfahrer aus Karlstadt machen auf ihrer Strecke Station an diesem Bildstock und verweilen im stillen Gebet. Die Bevölkerung von Oberthulba begleitet sie in den Ort.